# ФК Амика Вронки
ФК Амика је пољски фудбалски клуб из Вронкија, основан 1992. године. Компанија Амика из истог места га је финансирала, па је за пар година овај клуб постао прволигаш. 2003/2004 је био трећи. Играо је у УЕФА Купу наредне сезоне. Освајао је суперкупове и купове. Фузионисао се 2006. са Лехом из Познања а онда је Амика отишла у 4. лигу. Тамо је и сада.

## Успеси
- Куп: 1998, 1999, 2000
- Суперкуп: 1998, 1999
- Првенство - бронзана медаља 2003/2004

## Састав тима
| Бр. |            | Позиција | Играч           |
| --- | ---------- | -------- | --------------- |
|     | Пољска     | Г        | Давид Крет      |
|     | Њемачка    | Н        | Матеј Прусен    |
|     | Пољска     | С        | Дариуш Келак    |
|     | Пољска     | С        | Томас Лисовски  |
|     | Пољска     | С        | Лукаш Шлифирчик |
|     | Белорусија | О        | Андржеј Борис   |
|     | Чешка      | С        | Камил Хемпел    |
|     | Пољска     | С        | Пјотр Бенек     |
|     | Пољска     | Н        | Мариус Бремер   |